# Rilhac-Lastours
Pour les articles homonymes, voir Lastours (homonymie).
Rilhac-Lastours est une commune française située dans le département de la Haute-Vienne, en région Nouvelle-Aquitaine.
La commune fait partie du parc naturel régional Périgord-Limousin.

## Géographie

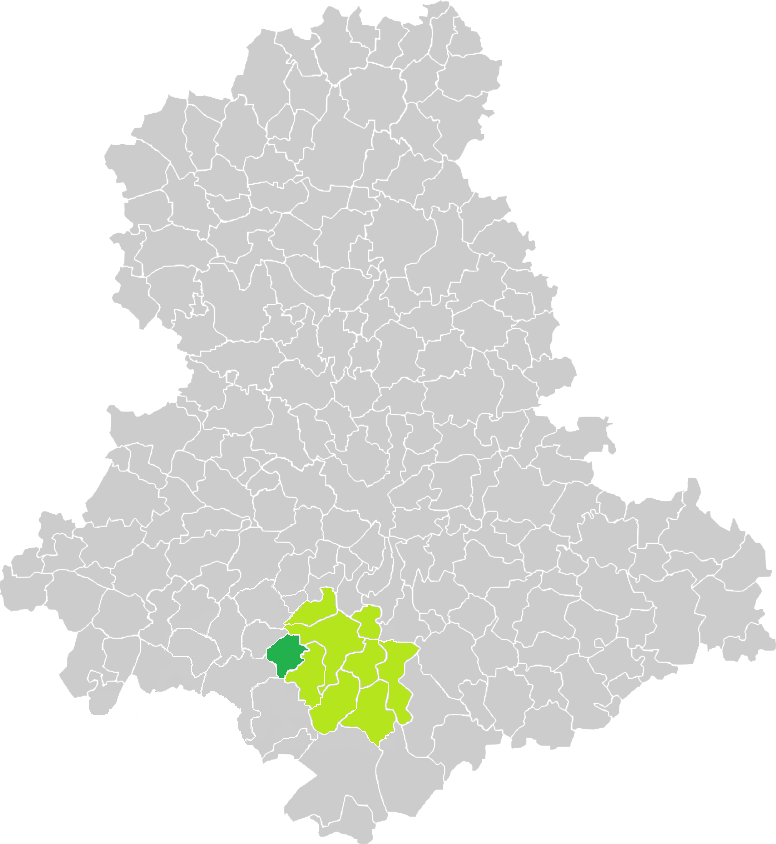
Situation de la commune de Rilhac-Lastours en Haute-Vienne.

Lors du renouvellement de sa charte, le parc naturel régional Périgord-Limousin a intégré la commune de Rilhac-Lastours, par décret no 2011-998 du 24 août 2011.

### Communes limitrophes
Rilhac-Lastours est limitrophe de cinq autres communes. Au sud, Ladignac-le-Long est très proche de Rilhac-Lastours, séparée par un corridor d'une vingtaine de mètres joignant deux zones de Bussière-Galant. Au nord, Flavignac est limitrophe sur seulement 500 mètres.
| Les Cars        | Flavignac       | Nexon                    |
|                 | Rilhac-Lastours | Saint-Hilaire-les-Places |
| Bussière-Galant |                 |                          |

### Climat
Pour des articles plus généraux, voir Climat de la Nouvelle-Aquitaine et Climat de la Haute-Vienne.
Historiquement, la commune est exposée à un climat océanique limousin.  
En 2020, Météo-France publie une typologie des climats de la France métropolitaine dans laquelle la commune est exposée à un climat océanique altéré et est dans la région climatique  Ouest et nord-ouest du Massif Central, caractérisée par une pluviométrie annuelle de 900 à 1 500 mm, maximale en automne et en hiver.
Pour la période 1971-2000, la température annuelle moyenne est de 11 °C, avec une amplitude thermique annuelle de 14,6 °C. Le cumul annuel moyen de précipitations est de 1 137 mm, avec 13,7 jours de précipitations en janvier et 8,2 jours en juillet. Pour la période 1991-2020, la température moyenne annuelle observée sur la station météorologique la plus proche, située sur la commune de Nexon à 6,26 km à vol d'oiseau, est de 11,9 °C et le cumul annuel moyen de précipitations est de 1 011,0 mm,. Pour l'avenir, les paramètres climatiques de la commune estimés pour 2050 selon différents scénarios d’émission de gaz à effet de serre sont consultables sur un site dédié publié par Météo-France en novembre 2022.

### Relevés à Nexon
Les relevés météorologiques officiels, les plus proches du village semblent être réalisés à Nexon. Nexon est à 5 km à vol d'oiseau de Rilhac-Lastours.
| Mois                                  | jan.          | fév.           | mars         | avril         | mai           | juin          | jui.          | août        | sep.         | oct.        | nov.         | déc.         | année     |
| ------------------------------------- | ------------- | -------------- | ------------ | ------------- | ------------- | ------------- | ------------- | ----------- | ------------ | ----------- | ------------ | ------------ | --------- |
| Température minimale moyenne (°C)     | 0,5           | 0,7            | 2,8          | 4,7           | 8,2           | 11,4          | 13,2          | 12,8        | 9,8          | 7,6         | 3,2          | 1,4          | 6,4       |
| Température moyenne (°C)              | 4,1           | 5              | 7,9          | 10,2          | 14,1          | 17,5          | 19,6          | 19,3        | 15,9         | 12,5        | 7,3          | 4,9          | 11,6      |
| Température maximale moyenne (°C)     | 7,7           | 9,4            | 12,9         | 15,7          | 19,9          | 23,5          | 26,1          | 25,9        | 22           | 17,4        | 11,3         | 8,4          | 16,7      |
| Record de froid (°C) date du record   | −22 16.01.85  | −14,5 10.02.86 | −12 01.03.05 | −6,4 08.04.21 | −2,5 06.05.19 | 2,3 07.06.20  | 3 04.07.90    | 2 20.08.72  | 0,4 18.09.01 | −5 26.10.03 | −10 23.11.88 | −12 29.12.96 | −22 1985  |
| Record de chaleur (°C) date du record | 17,9 01.01.22 | 23,5 27.02.19  | 26 19.03.05  | 30 30.04.05   | 33 15.05.92   | 37,9 30.06.15 | 39,4 16.07.15 | 39 05.08.03 | 34 03.09.05  | 29 04.10.86 | 24 02.11.81  | 19 07.12.86  | 39,4 2015 |
| Précipitations (mm)                   | 97            | 78,9           | 76,6         | 94,3          | 94,2          | 70,4          | 63,5          | 66,3        | 83,3         | 92,7        | 104,3        | 104,5        | 1 026     |

| Diagramme climatique                                  |            |             |             |             |              |              |              |           |             |              |             |
| J                                                     | F          | M           | A           | M           | J            | J            | A            | S         | O           | N            | D           |
| 7,70,597                                              | 9,40,778,9 | 12,92,876,6 | 15,74,794,3 | 19,98,294,2 | 23,511,470,4 | 26,113,263,5 | 25,912,866,3 | 229,883,3 | 17,47,692,7 | 11,33,2104,3 | 8,41,4104,5 |
| Moyennes : • Temp. maxi et mini °C • Précipitation mm |            |             |             |             |              |              |              |           |             |              |             |

## Urbanisme

### Typologie
Au 1er janvier 2024, Rilhac-Lastours est catégorisée commune rurale à habitat dispersé, selon la nouvelle grille communale de densité à sept niveaux définie par l'Insee en 2022.
Elle est située hors unité urbaine. Par ailleurs la commune fait partie de l'aire d'attraction de Limoges, dont elle est une commune de la couronne,. Cette aire, qui regroupe 127 communes, est catégorisée dans les aires de 200 000 à moins de 700 000 habitants,.

### Occupation des sols
L'occupation des sols de la commune, telle qu'elle ressort de la base de données européenne d’occupation biophysique des sols Corine Land Cover (CLC), est marquée par l'importance des territoires agricoles (59,9 % en 2018), une proportion sensiblement équivalente à celle de 1990 (60,3 %). La répartition détaillée en 2018 est la suivante : 
forêts (36,4 %), prairies (34,9 %), zones agricoles hétérogènes (22,8 %), zones urbanisées (2,2 %), terres arables (2,2 %), milieux à végétation arbustive et/ou herbacée (1,5 %). L'évolution de l’occupation des sols de la commune et de ses infrastructures peut être observée sur les différentes représentations cartographiques du territoire : la carte de Cassini (XVIIIe siècle), la carte d'état-major (1820-1866) et les cartes ou photos aériennes de l'IGN pour la période actuelle (1950 à aujourd'hui).

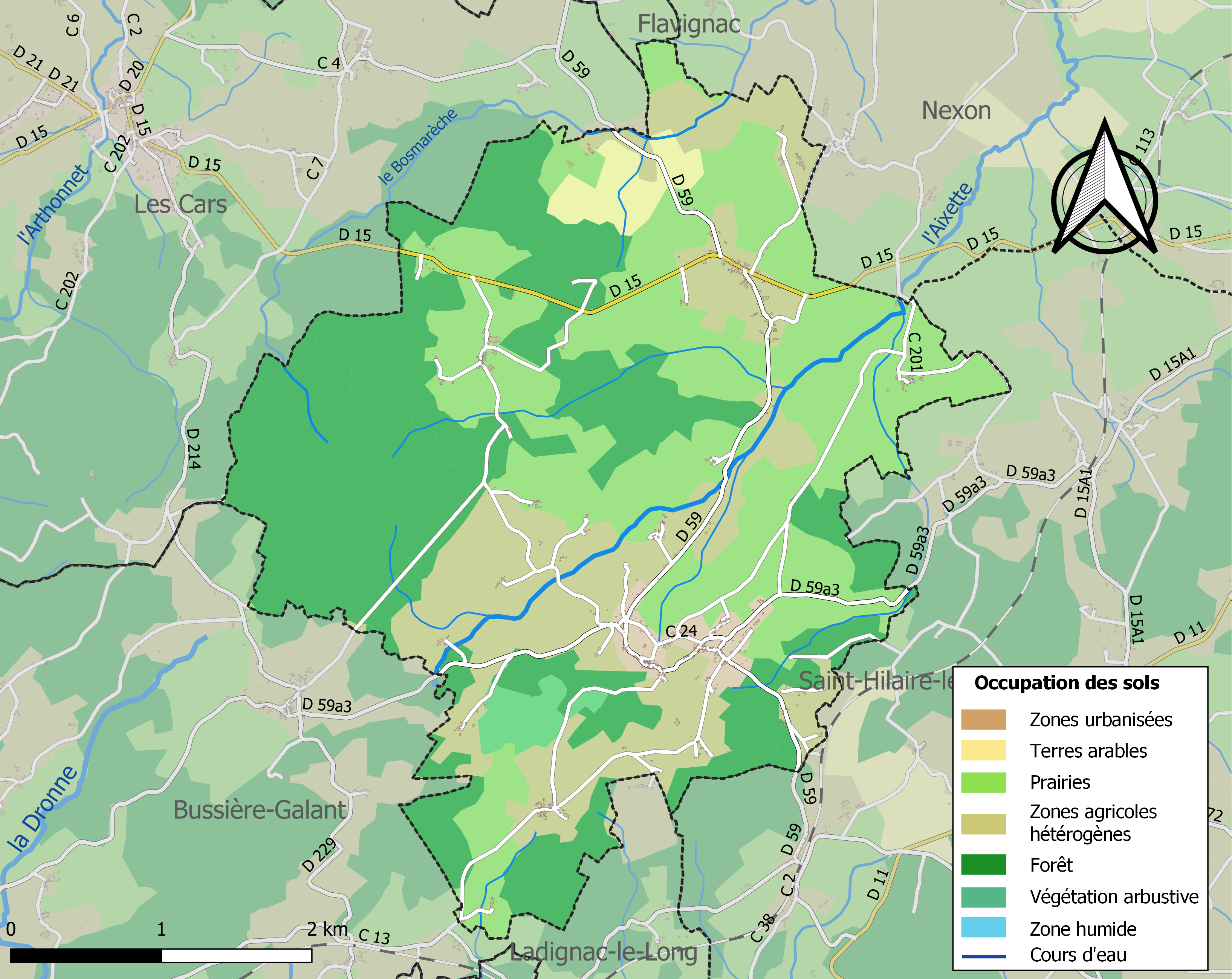
Carte des infrastructures et de l'occupation des sols de la commune en 2018 (CLC).

### Risques majeurs
Le territoire de la commune de Rilhac-Lastours est vulnérable à différents aléas naturels : météorologiques (tempête, orage, neige, grand froid, canicule ou sécheresse) et séisme (sismicité faible). Il est également exposé à un risque particulier : le risque de radon. Un site publié par le BRGM permet d'évaluer simplement et rapidement les risques d'un bien localisé soit par son adresse soit par le numéro de sa parcelle.

#### Risques naturels

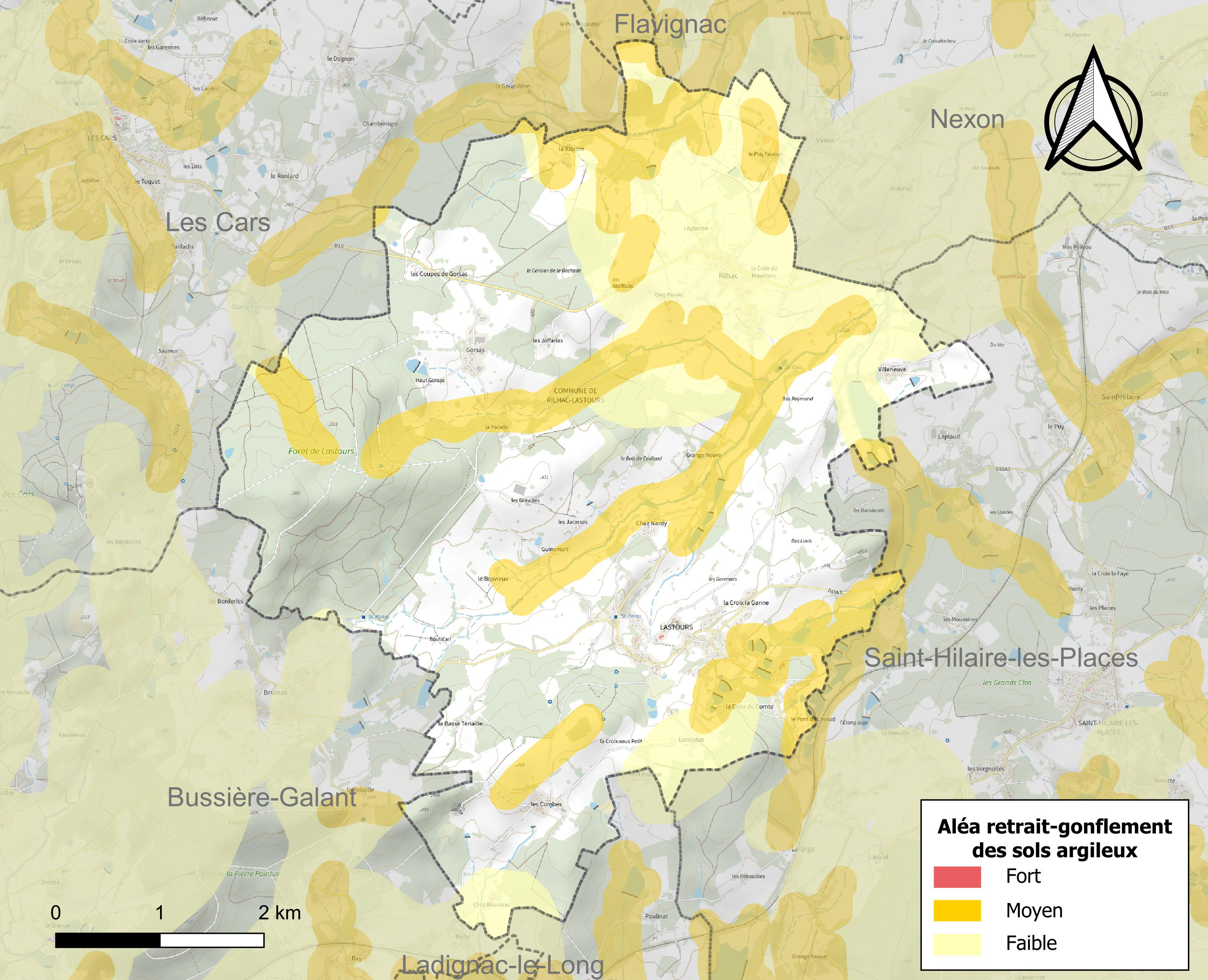
Carte des zones d'aléa retrait-gonflement des sols argileux de Rilhac-Lastours.

Le retrait-gonflement des sols argileux est susceptible d'engendrer des dommages importants aux bâtiments en cas d’alternance de périodes de sécheresse et de pluie. 23,5 % de la superficie communale est en aléa moyen ou fort (27 % au niveau départemental et 48,5 % au niveau national métropolitain). Depuis le 1er octobre 2020, en application de la loi ÉLAN, différentes contraintes s'imposent aux vendeurs, maîtres d'ouvrages ou constructeurs de biens situés dans une zone classée en aléa moyen ou fort,.
La commune a été reconnue en état de catastrophe naturelle au titre des dommages causés par les inondations et coulées de boue survenues en 1982 et 1999 et par des mouvements de terrain en 1999.

#### Risque particulier
Dans plusieurs parties du territoire national, le radon, accumulé dans certains logements ou autres locaux, peut constituer une source significative d’exposition de la population aux rayonnements ionisants. Selon la classification de 2018, la commune de Rilhac-Lastours est classée en zone 3, à savoir zone à potentiel radon significatif.

## Toponymie
Durant la Révolution, la commune porte le nom de Rilhac-Chaumière.
En occitan, le nom de la commune est Rilhac las Tors.

## Histoire
De l'outillage lithique du mésolithique, des fragments de poteries du chalcolithique et du bronze moyen attestent de la présence humaine à ces périodes de la préhistoire et protohistoire.

## Politique et administration

### Liste des maires

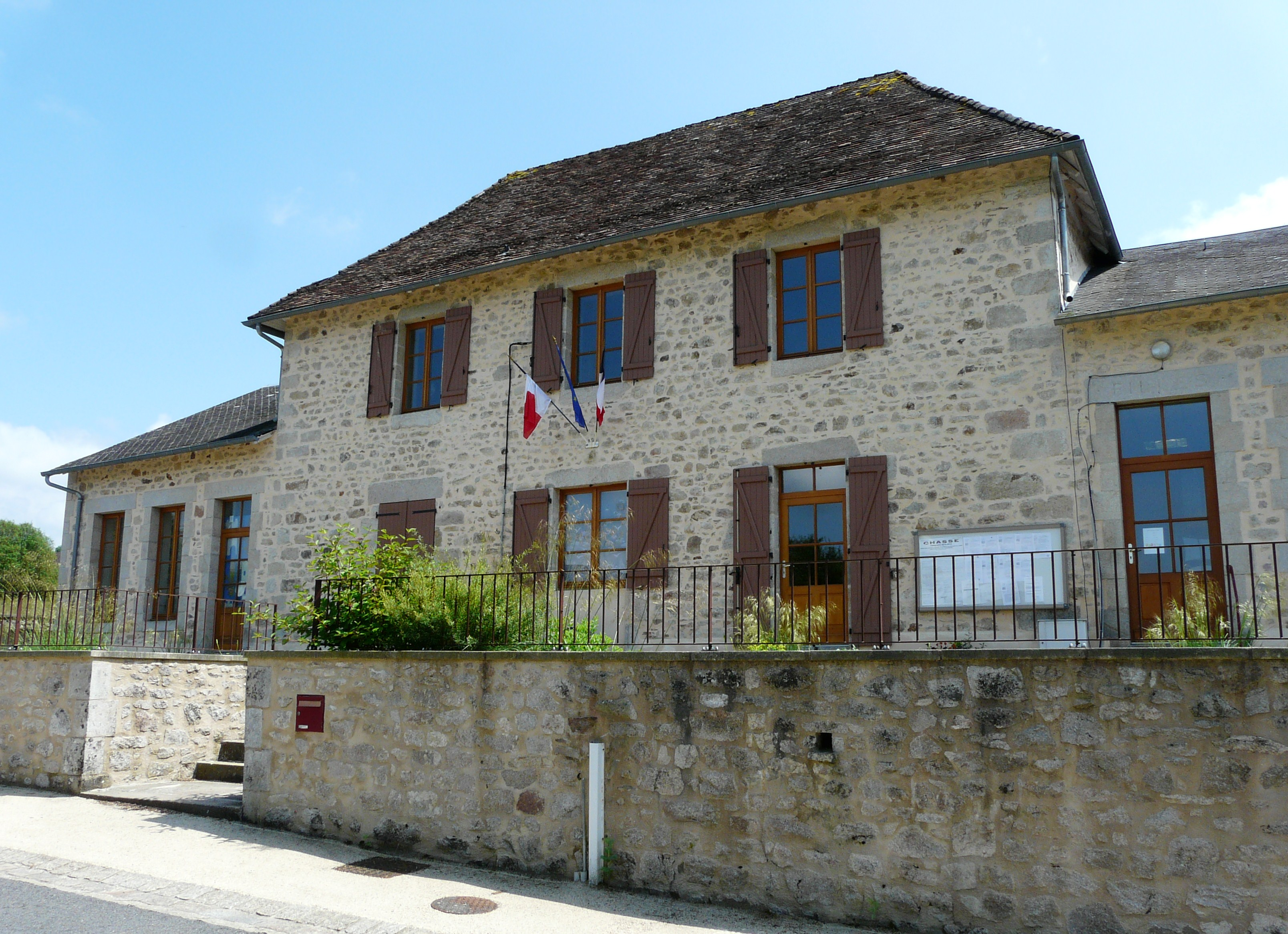
La mairie.

| Période                                  | Période   | Identité         | Étiquette | Qualité |
| ---------------------------------------- | --------- | ---------------- | --------- | ------- |
| Les données manquantes sont à compléter. |           |                  |           |         |
|                                          |           |                  |           |         |
| mars 2001                                | mars 2008 | Jacques Fissot   |           |         |
| mars 2008                                | mars 2014 | Jean-Claude Goby | PS        |         |
| mars 2014                                | En cours  | Jacques Barry    |           |         |

### Politique environnementale
En 2014, Rilhac-Lastours devient le premier village de la Haute-Vienne à disposer d'une éolienne. Nommée "La Citoyenne", elle mesure 125 mètres en bout de pâle, possède une puissance de 2 000 kW pour une production de 4 000 MWh par an et a nécessité un budget de 3 millions d'euro. Elle a été financée en partie par l’ADEME, le conseil régional Limousin et via l’investissement citoyen.

### Fiscalité
La taxe d'habitation qui était de 8,58 % en 2009 a gagné 1% en 2014 et n'a pas changé depuis. Le taux communal de la taxe foncière sur les propriétés bâties, qui était de 11,70 % en 2009, est passé à 31,66 % en 2021. La taxe pour les propriétés non bâties est de 67,02 % depuis 2009.
En 2020, sur les 174 ménages fiscaux que compte la commune, le revenu fiscal médian par ménage était de 20 700 € contre 21 610 € en Haute-Vienne.

### Études et emplois
Le nombre de non-diplômés s'élève à 18,3 % en 2019. Parmi les diplômés, 7,1 % se sont arrêtés au brevet des collèges, 21,7 %  au Baccalauréat, brevet professionnel ou équivalent et 30,8 % ont fait un CAP, BEP ou équivalent. Pour ce qui est des poursuites d'études, 6,8 % ont fait un bac+2, 10,2 % un bac+3 ou 4 et 5,1 % un bac+5.
Lors du recensement de 2019, la commune de Rilhac-Lastours enregistrait 81,4 % d'actifs dons 10,8 % de chômeurs (contre 69,9 % et 5,7 % en 2008). Parmi les 18,6 % d'inactifs 5,9 % sont étudiants et 7,3 % sont retraités ou en préretraite.

## Démographie
L'évolution du nombre d'habitants est connue à travers les recensements de la population effectués dans la commune depuis 1793. Pour les communes de moins de 10 000 habitants, une enquête de recensement portant sur toute la population est réalisée tous les cinq ans, les populations de référence des années intermédiaires étant quant à elles estimées par interpolation ou extrapolation. Pour la commune, le premier recensement exhaustif entrant dans le cadre du nouveau dispositif a été réalisé en 2007.

En 2022, la commune comptait 381 habitants, en évolution de +2,7 % par rapport à 2016 (Haute-Vienne : −0,68 %, France hors Mayotte : +2,11 %).
| 1793 | 1800 | 1806 | 1821 | 1831 | 1836 | 1841 | 1846 | 1851 |
| ---- | ---- | ---- | ---- | ---- | ---- | ---- | ---- | ---- |
| 745  | 950  | 602  | 644  | 680  | 671  | 690  | 668  | 858  |

| 1856 | 1861 | 1866 | 1872 | 1876 | 1881 | 1886 | 1891 | 1896 |
| ---- | ---- | ---- | ---- | ---- | ---- | ---- | ---- | ---- |
| 682  | 679  | 745  | 735  | 731  | 728  | 822  | 887  | 851  |

| 1901 | 1906 | 1911 | 1921 | 1926 | 1931 | 1936 | 1946 | 1954 |
| ---- | ---- | ---- | ---- | ---- | ---- | ---- | ---- | ---- |
| 828  | 840  | 753  | 694  | 687  | 647  | 578  | 543  | 535  |

| 1962 | 1968 | 1975 | 1982 | 1990 | 1999 | 2006 | 2007 | 2012 |
| ---- | ---- | ---- | ---- | ---- | ---- | ---- | ---- | ---- |
| 497  | 416  | 356  | 321  | 302  | 313  | 335  | 338  | 370  |

| 2017 | 2022 | - | - | - | - | - | - | - |
| ---- | ---- | - | - | - | - | - | - | - |
| 371  | 381  | - | - | - | - | - | - | - |

### Pyramide des âges
En 2019, le taux de personnes d'un âge inférieur à 30 ans s'élève à 24 %, soit en dessous de la moyenne départementale (31,9 %). À l'inverse, le taux de personnes d'âge supérieur à 60 ans est de 35.9 % la même année, alors qu'il est de 31.5 % au niveau départemental.
En 2019, la commune comptait 182 hommes pour 191 femmes, soit un taux de 51,2 % de femmes, légèrement inférieur au taux départemental (52,38 %).
Les pyramides des âges de la commune et du département s'établissent comme suit.
| Hommes | Classe d’âge | Femmes |
| ------ | ------------ | ------ |
| 1,7    | 90 ou +      | 3,7    |
| 7,7    | 75-89 ans    | 12,1   |
| 27,6   | 60-74 ans    | 18,9   |
| 21,5   | 45-59 ans    | 23,7   |
| 18,2   | 30-44 ans    | 16,9   |
| 9,4    | 15-29 ans    | 6,3    |
| 13,8   | 0-14 ans     | 18,4   |

| Hommes | Classe d’âge | Femmes |
| ------ | ------------ | ------ |
| 1,1    | 90 ou +      | 2,7    |
| 8,9    | 75-89 ans    | 11,8   |
| 19,6   | 60-74 ans    | 20,2   |
| 20,2   | 45-59 ans    | 19,3   |
| 16,9   | 30-44 ans    | 15,8   |
| 17,2   | 15-29 ans    | 16,2   |
| 16,1   | 0-14 ans     | 14,1   |

## Culture locale et patrimoine

### Lieux et monuments
- Château de Lastours, inscrit au titre des monuments historiques depuis 1956[33], construit du XIIe au XVIe siècle, aujourd'hui en ruines, est l'ancien siège des seigneurs puis barons de Lastours. Il conserve plusieurs tours d'angle et la base de son donjon, remaniée au XVIe siècle. C'est une association de bénévoles qui, depuis plusieurs décennies, restaure ce haut lieu de l'histoire limousine.
- Église Saint-Pierre-ès-Liens, inscrite au titre des monuments historiques depuis 1982[34].
- Église (ou chapelle) Sainte-Marguerite de Lastours, construite sur une ancienne motte castrale, endroit où était édifié un premier château en bois, avant l'érection du château de Lastours en pierre[35].

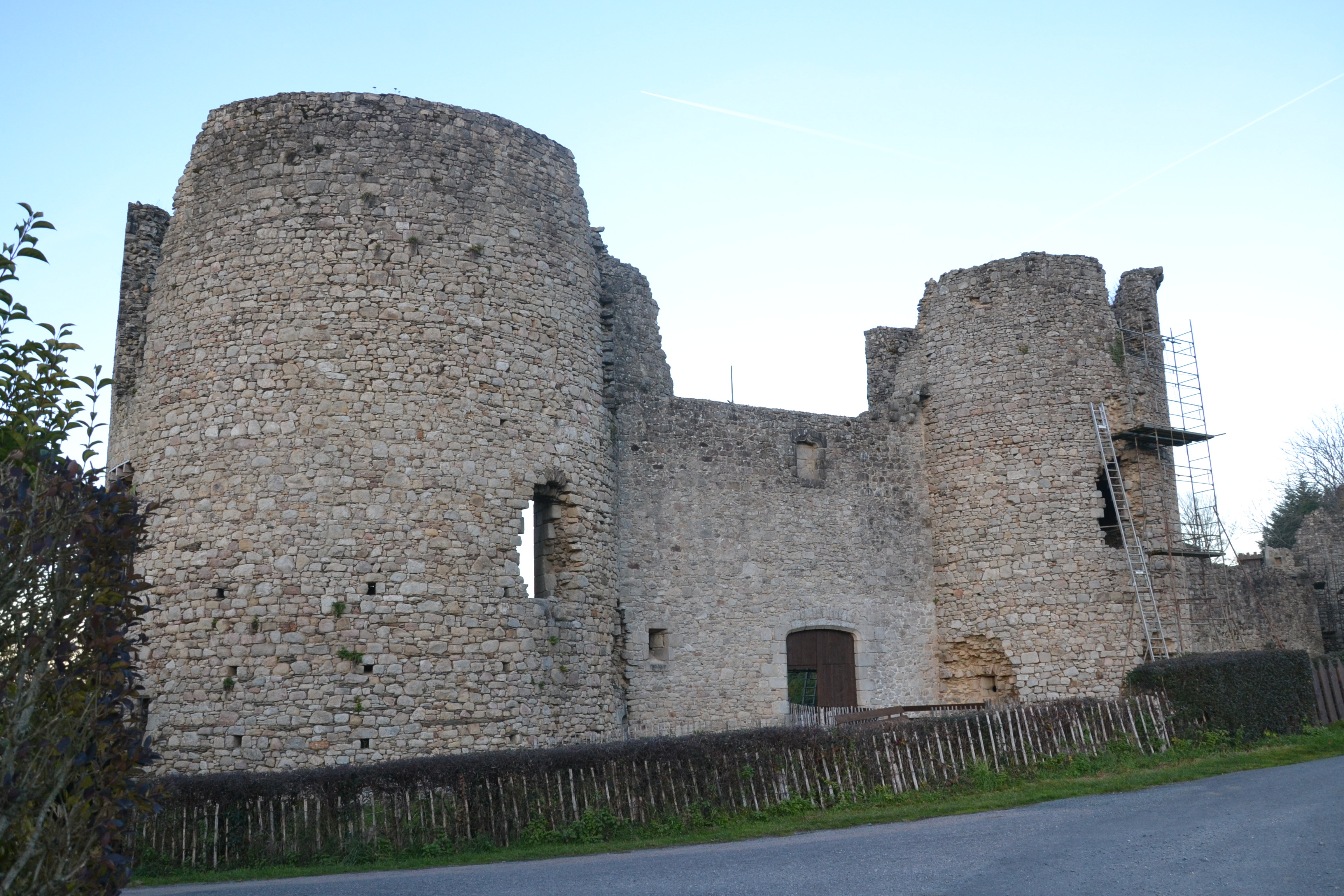
Le château de Lastours.
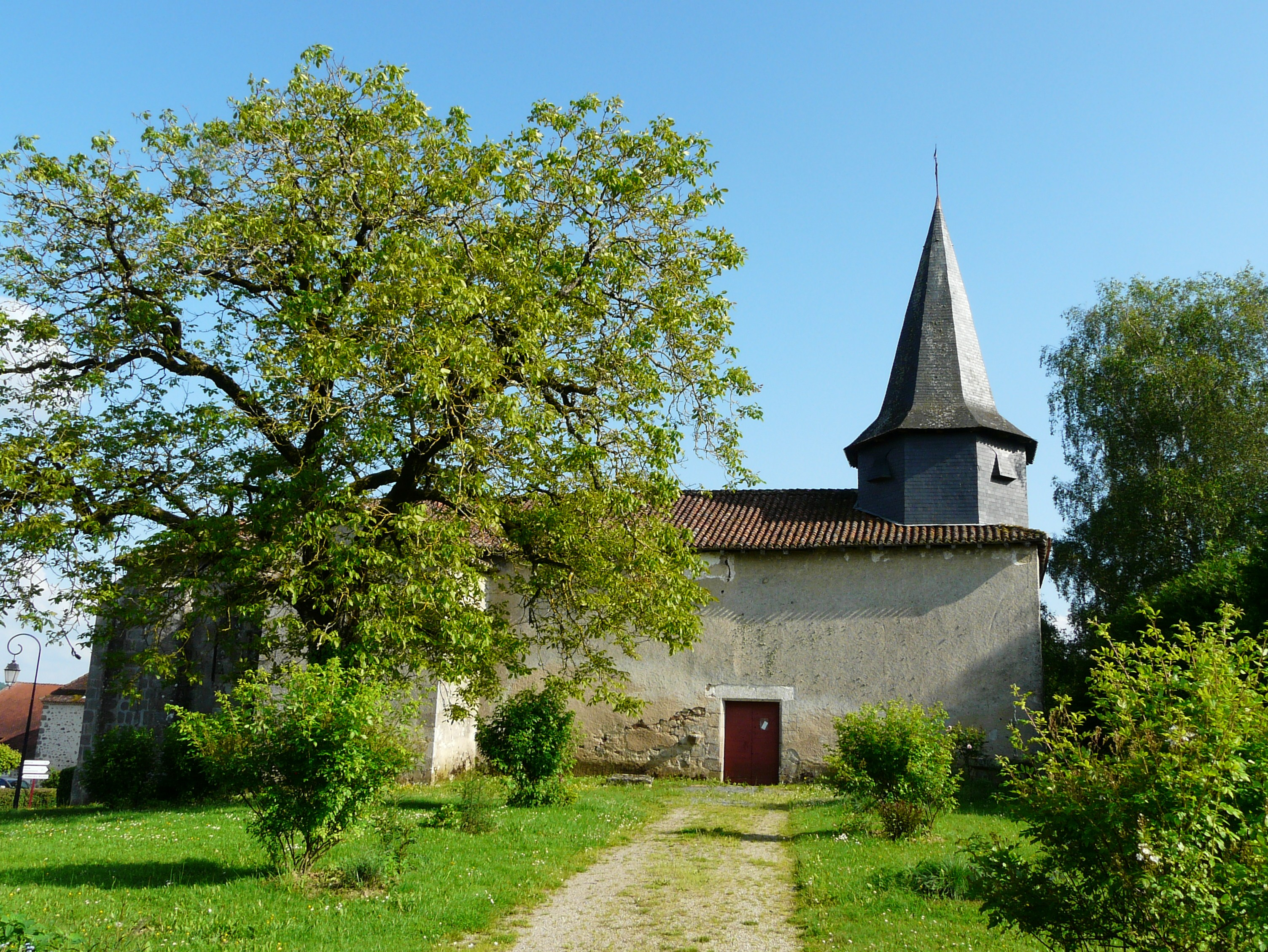
L'église Saint-Pierre-ès-Liens.
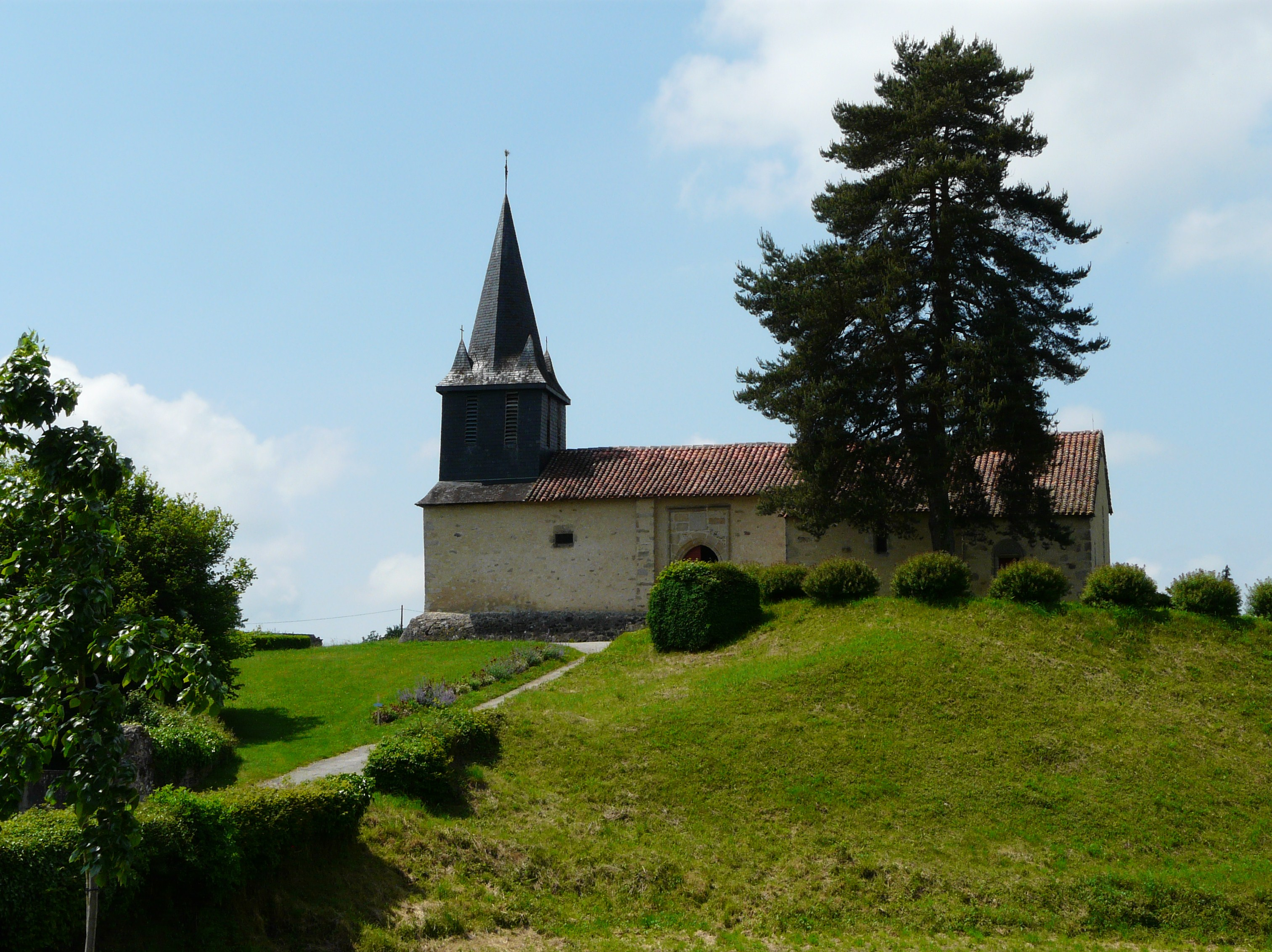
L'église Sainte-Marguerite sur la motte castrale.

### Héraldique
| Blason de Rilhac-Lastours | Blason  | Azur à trois tours d'argent ordonnées 2 et 1, accompagnées de six fleurs de lis d'or ordonnées 3, 2 et 1. |
| Blason de Rilhac-Lastours | Détails | La commune a relevé le blason des Barons de Lastours. Le statut officiel du blason reste à déterminer.    |

### Personnalités liées à la commune
- Guy de Lastours (env. 980-1030) - Membre de la noblesse du Limousin, a dirigé le château de Lastours.
- Gouffier de Lastours (XIIe siècle-XIIe siècle) - Seigneur de Lastours, Hautefort et Pompadour[36].

## Pour approfondir